# Августович, Алексей Иванович
Алексей Иванович Августович (14 апреля 1914, Турно — 1995, Махачкала) — российский и советский художник. Член Союза художников СССР. Заслуженный деятель искусств Республики Дагестан.

### Детство и учёба
Родился 14 апреля 1914 г. в польском местечке Турно в польской православной семье железнодорожного мастера. Он рано потерял мать, и в конце 20-х годов семья переехала в Москву. Начальное художественное образование Алексей Иванович получил в студии ИЗОРАМ (изо рабочей молодежи) у Е.Кибрика и самодеятельной студии при Московском Союзе художников у А. М. Каневского.
В 1934 г. работал в мультипликационной студии, вначале в "Межрабпомфильм", затем на Мосфильме фазовщиком.
В 1935 г.  поступает в институт им. Сурикова на факультет живописи, преподаватели Б. В. Иогансон, А. А Осьмеркин, М. Шемякин. Живет активной студенческой жизнью, летом ездит в Крым на этюды, начинает выставляться. С самого начала своей деятельности в 30-е — 40-е годы А. И. Августович обращается к пейзажу и натюрморту — жанрам, которые позволили ему, приблизится к более тонкому восприятию и ощущению природы, а также к живейшему разнообразию красоты предметного мира.
Вскоре его старший брат Михаил Августович, помощник начальника 3-го отдела штаба МВО, свято веривший в дело революции, был репрессирован и расстрелян. Это событие на фоне все нарастающего террора в стране и определило навсегда политические убеждения будущего художника, лишив его каких-либо иллюзий относительно светлого будущего для всего человечества, и в каком-то смысле подготовило юношу к собственным испытаниям.

### Великая отечественная война
1941-1953 гг. С началом войны он идёт в ополчение, попадает в плен, проводит несколько лет в немецких концлагерях, а затем по возвращении на родину как военнопленный получает пять лет колымских лагерей и несколько  лет работы в геологических партиях в качестве ссыльного.
1954 г.  присвоено звание "Старший горный мастер г. Магадан.
1954 г. Директор геологического музея в посёлке Ягодном, Колыма.

### Дагестан
в 1955 году переезжает с семьёй в Дагестан.
в 1968 году. получает в аренду нежилое помещение под художественную мастерскую по адресу: г. Махачкала, ул. Гагарина 126. где вместе с супругой Конопацкой Галиной Павловной работает до конца жизни.
Умер в 1995 году.

## Творчество
Согласно Эдуарду Моисеевичу Путерброту, Алексей Августович, прежде всего колорист, выделяющийся четко сложившейся индивидуальной манерой. Живопись его убеждает не только полновесным художественным образом, но и богатством технических приемов, тщательной обработкой поверхности холста. Подчеркнутая рельефность мазков, уверенная передача формы, фактуры объектов довершают впечатление добротности и мастерства.
По словам дагестанского искусствоведа Татьяны Павловны Петениной, художник Алексей Иванович Августович занимает особое место в художественной культуре Дагестана. Особое – как в профессиональном отношении, так и в значении эстетической и нравственной ценности его работ. Эта ценность с годами не угасает, а наоборот – растет. Причина этой вневременной востребованности художника, по-видимому, связана с утверждением идеала нравственной чистоты и осязаемой красоты в обыденном мире, которым пронизано все его творчество. Это свидетельствует о гармонии мира природы и души автора.

## Семья
- Жена - Конопацкая Галина Павловна (1911-1989), советская художница, член Союза Художников СССР, заслуженный деятель искусств Дагестанской АССР.
- Сын - Августович Юрий Алексеевич 1951 г.р., советский, российский художник, график, театральный художник, поэт, литератор, куратор, член Союза Художников СССР.
- Дочь - Мурзабекова (Августович)  Наталья Алексеевна (1937 - 2001), советская, российская художница, член Союза Художников СССР.
- Зять - Мурзабеков Камиль Арсланалиевич  (1937 - 2019), художник, живописец, график, театральный художник, скульптор, монументалист, член Союза Художников СССР.
- Невестка - Колесникова Жанна Васильевна 1950 г.р., советская, российская художница, театральный художник, член Союза Художников СССР.
- Внучка - Августович  Альбина Юрьевна (1975-2017), российская художница.
- Внучка - Ткачева (Августович) Алиса Юрьевна 1974 г.р., российская художница.
- Внучка - Августович Августина Юрьевна 1981 г.р., культуролог.
- Внук - Мурзабеков Арслан Камильевич 1976 г.р., российский киноактёр, сценарист.

## Выставки
- 1934 г. Участник выставки в залах МОСХа.
- 1935 г. Выставка Московского и Ленинградского Институтов изобразительных искусств в залах музея им. А. С. Пушкина (Натюрморт «Рыба в тарелке»).
- 1947 г. Областная выставка в г. Магадан, (музей изобразительного искусства)1960 г. Выставка дагестанского изобразительного искусства. г. Москва. Декада искусства и литературы Дагестана).
- 1964 г. Выставка «Советский Юг» г. Ростов-на-Дону.
- 1964 г. Персональная выставка,  в связи с 50-летием со дня рождения и 25-летием творческой деятельности. г. ВЗ СХ РСФСР г. Махачкала.
- 1966 г. Выставка дагестанских художников в Прибалтийских республиках. Каунас, Вильнюс, Рига.
- 1969 г. Неделя искусств и литературы  Дагестана. Русский музей. г. Ленинград.
- 1969 г. Зональная выставка «Советский юг» г. Ставрополь.
- 1970 г. Выставка произведений художников автономных республик РСФСР. г. Москва.
- 1974 г. Зональная выставка «Советский Юг», г. Орджоникидзе.
- 1974 г. Персональная выставка к 60-летию со дня рождения, ВЗ СХ РД, Махачкала.
- 1977 г. Персональная выставка. Республиканский музей изобразительных искусств ДАССР, г. Махачкала.
- 1978 г. Персональная выставка, ВЗ СХ РД, г. Махачкала.
- 1979 г. Зональная выставка «Советский юг», г. Махачкала.
- 1980 г. Персональная выставка, ВЗ СХ РД, г. Махачкала.
- 1981 г. Выставка искусства  Дагестана, Музей народов Востока, г. Москва.
- 1984 г. Выставка театральных художников Дагестана, ВТО, г. Ленинград.
- 1984 г. Персональная выставка, посвященная 70-летию со дня рождения художника. ВЗ СХ РД, г. Махачкала.
- 1989 г. Биеннале Прикаспийских республик (пейзаж «Ночной город» 70х180 1985 г.)
- 1989 г. II выставка произведений художников автономных республик СССР, г. Москва.
- 1994 г. Персональная выставка, посвященная 80-летию со дня рождения художника. Республиканский музей изобразительных искусств ДАССР, г. Махачкала.
- 1999 г. Групповая выставка художников А. И. Августович, Г. П. Конопацкая, В. А. Колесников. ВЗ СХ Ярославль.
- 2008 г. Проект «Династия» выставка представителей художественной династии Августовичей-Конопацких-Колесниковых, Музей истории города Махачкалы, г. Махачкала.
- 2010 г.  Коллективная выставка «Кодекс», к 70-летию со дня рождения Э. Путерброта, Музей истории города Махачкалы, г. Махачкала.
- 2013 г. Коллективная выставка «Автопортрет», Музей истории города Махачкалы, г. Махачкала.
- 2014 г.  Выставка к 100-летию со дня рождения, ДМИИ им. П.С. Гамзатовой, г. Махачкала.
- 2021г.  Выставочный проект Августовичи, Конопацкие, Колесниковы, Мурзабековы. Семейный портрет на фоне гор. Северо-Кавказский филиал Государственного музея изобразительных искусств им. Пушкина, г. Владикавказ.

Произведения художника хранятся в собраниях:  Министерства Культуры СССР; Художественного фонда РСФСР, г. Москва;  Дагестанского Музея Изобразительных Искусств им. П.С. Гамзатовой, г. Махачкала;  Дагестанского Государственного Объединенного Исторического и Архитектурного Музея им. А.Тахо-Годи, г. Махачкала;.  Музея истории города Махачкалы, г. Махачкала; «Первой галереи», г. Махачкала.
Произведения художника хранятся в частных и корпоративных собраниях в России и за рубежом.
Имя А.И. Августовича занесено в «Большую Советскую Энциклопедию» и «Энциклопедию стран и народов мира».

## Награды
1989 г.  медаль «Ветеран Труда»
1990 г. А. И. Августовичу присвоено Звание «Заслуженный деятель искусств Дагестана».